# Totilas
Totilas (* 23. Mai 2000, † 14. Dezember 2020; Spitzname „Toto“, ehemals Moorlands Totilas) war ein international erfolgreiches Dressurpferd der Rasse Niederländisches Warmblut (KWPN). Zusammen mit seinem ehemaligen Reiter Edward Gal hielt der 1,70 m große, lackschwarze Hengst zeitweilig die Rekorde in den drei schwersten Dressurprüfungen.

## Sportliche Erfolge

### Frühe Jahre
Totilas, geboren am 23. Mai 2000, wurde von Jan K. und Anna Schuil in Broeksterwâld (Broeksterwoude) gezogen.
Seinen ersten großen Auftritt hatte Totilas bei der Weltmeisterschaft der fünfjährigen Dressurpferde 2005 in Verden. Noch von Jiska van den Akker geritten, wurde Totilas bereits zu dieser Zeit von Sportjournalisten als bestes niederländisches Pferd im Starterfeld beurteilt. In der Finalprüfung wurde er hier Vierter.

### Erfolge mit Edward Gal
Totilas befand sich im Eigentum der niederländischen Moorlands Stables, der Hauptsponsoren Edward Gals, der 2006 die Möglichkeit bekam, Totilas zu reiten. Zunächst beherrschte der sechsjährige Rapphengst erst wenige Grundlektionen. Gal sagte jedoch, von Anfang an habe er eine unglaubliche Kraft und Energie bei Totilas gespürt.
Den ersten großen Erfolg feierten Gal und Totilas, als sie die niederländischen Meisterschaften im Sommer 2009 mit durchschnittlich 81,394 % (davon 86,700 % in der Grand-Prix-Kür) gewannen. Bis in das Jahr 2008 waren die internationalen Dressurwettbewerbe weitgehend von Anky van Grunsven und Isabell Werth dominiert worden, mit diesem Sieg über van Grunsven begann der Ruf von Totilas als „Wunderpferd“.
Zwei Wochen später gewannen Gal und Totilas ebenfalls den Grand Prix und die Grand-Prix-Kür beim CHIO Rotterdam (letztere mit 84,500 %). In Folge wurden Gal und Totilas für die niederländische Mannschaft der Europameisterschaften 2009 nominiert. Mit der Mannschaft und in der Grand-Prix-Kür holten sie die Goldmedaille, im Grand Prix Spécial die Silbermedaille. Mit 84,085 % im Grand Prix de Dressage und 90,750 % in der Grand-Prix-Kür stellten sie zwei Weltrekorde auf.
Daraufhin entwickelte sich eine Diskussion über das „Wunderpferd“ Totilas. Kritiker stellten insbesondere die sehr stark ausgeprägte Vorderbeinarbeit im starken Trab als natürliche Bewegung eines Pferdes in Frage. Zu einem Höhepunkt der Diskussion kam es beim „Global Dressage Forum“ 2009, als der dortige Referent, der Dressurtrainer Ton de Ridder, das Thema „Totilas“ mit den Worten „Er (Totilas) ist ein Publikumsliebling. Er füllt die Tribünen und wir sollten dankbar dafür sein“ zu beenden versuchte. Dies wiederum wurde im Rahmen der Veranstaltung von einer deutschen Journalistin mit den Worten kommentiert: „[...] scheinheilig, dass wir das Pferd nicht in der Öffentlichkeit diskutieren können, während im Hintergrund jeder etwas anderes über ihn sagt.“ Totilas’ starker Trab entspreche nicht dem FEI-Handbuch und „das ist, was diskutiert werden muss“.
Am 16. Dezember 2009 überboten Gal und Totilas ihren eigenen Weltrekord in der Grand-Prix-Kür, als sie die Weltcupkür in der Londoner Olympia Hall mit 92,300 % für sich entscheiden konnten. Diesen Rekord hielten sie vier Jahre lang. Zudem gewannen sie Ende März 2010 das Weltcupfinale der Dressurreiter. Auch den niederländischen Meistertitel verteidigten Gal und Totilas im Sommer 2010. Einen dritten Weltrekord stellten Gal und Totilas im Rahmen des CHIO Aachen im Juli 2010 auf. Hier gewannen sie den Grand Prix Spécial des CDIO 5* mit 86,458 %. Die einzelnen Wertnoten der Richter umfassten unter anderem 28-mal die Höchstnote Zehn. Dieser Rekord wurde Ende April 2012 durch Charlotte Dujardin abgelöst. Bei den Weltreiterspielen im Herbst 2010 gewannen Edward Gal und Totilas mit den Niederlanden Gold in der Mannschaftswertung sowie Gold in der Einzelwertung im Grand Prix Spécial und in der Grand-Prix-Kür.
Die Erfolge von Totilas, verbunden mit der vorgenannten Diskussion, führten zu einem regen Zuschauerinteresse bei den Dressurprüfungen, an denen Totilas teilnahm. Beim CHIO Aachen 2010 musste das mit rund 5000 Zuschauerplätzen bereits sehr große Deutsche Bank Stadion wegen des Besucheransturms abgeriegelt werden.
Am 14. Oktober 2010 gab das bisherige Eigentümer-Ehepaar Cees und Tosca Visser (Moorlands Stables BV) den Verkauf von Totilas bekannt. Der Käufer des Pferdes, Paul Schockemöhle, bestätigte den Kauf am 26. Oktober 2010. Im Rahmen der Kaufbestätigung teilte Schockemöhle zudem mit, dass Totilas auch zukünftig im Sport vorgestellt werde. Die Medien berichteten über einen Verkaufspreis im Bereich von 10 bis 15 Millionen Euro, was dem höchsten jemals gezahlten Preis für ein Dressurpferd entsprechen würde (Die Rekordsumme für den Verkauf eines Dressurpferdes lag bis dahin bei 2,5 Millionen Euro). Paul Schockemöhle behielt die Zuchtrechte und veräußerte die Sportrechte an Ann Kathrin Linsenhoff.

### Totilas mit Matthias Alexander Rath

#### Turniere und Verletzungen
Neuer Reiter des Pferdes wurde Linsenhoffs Stiefsohn Matthias Alexander Rath, wie Schockemöhle am 30. November 2010 bekannt gab. Zum ersten Mal traten Totilas und Rath beim CDI 3* München-Riem gemeinsam im Sport an.
Bei ihren ersten gemeinsamen deutschen Meisterschaften 2011 in Balve gewannen Rath und Totilas den Titel im Grand Prix Spécial. Hier hatten sie auch ihren ersten gemeinsamen Auftritt in der Grand-Prix-Kür, die Kürmusik hierfür war von Paul van Dyk komponiert worden. Mit einer Wertung von 85,650 % ging auch hier der Sieg an Rath und Totilas. Beim CHIO Aachen gewannen sie in der CDIO 5*-Tour alle drei Einzelprüfungen. Hieraufhin wurden Rath und Totilas für die deutsche Europameisterschaftsequipe nominiert, wo beide jedoch keine Einzelmedaillen erringen konnten.
Danach fielen mehrere Turnierauftritte aufgrund von Verletzungen aus. Insgesamt pausierten Totilas und Rath nach der Europameisterschaft 2011 für acht Monate, unterbrochen lediglich von zwei Vorführungen bei Hengstschauen. Ihren ersten Turnierauftritt des Jahres 2012 hatten beide beim CDI 4* Horses & Dreams in Hagen a.T.W., wo sie sich mit einem deutlichen entspannteren Ritt als zuvor den Sieg im Grand Prix de Dressage sicherten (83,809 %). Aufgrund einer Erkrankung seines Reiters kam es nicht zu einem Start bei den Olympischen Spielen 2012. Die Ritte in Hagen blieben die letzten gemeinsamen Turnierauftritte für über zwei Jahre, erst im Mai 2014 gingen Totilas und Rath beim CDI 3* Kapellen wieder an den Start und konnten sich in den beiden gerittenen Bewerben Grand Prix und Grand Prix Special gegen die Konkurrenz behaupten. Kurz vor Beginn der Weltreiterspiele 2014 trat sich Totilas im Trainingslager selbst gegen ein Überbein, woraufhin entschieden wurde, „zum Wohle des Pferdes“ auf die Teilnahme zu verzichten. Bei den Europameisterschaften 2015 in Aachen erhielt Rath mit Totilas in der Mannschaftskonkurrenz eine Wertung von 75,971 Prozent und gewann mit der deutschen Equipe die Bronzemedaille. Anschließend wurde bei Totilas ein Knochenödem am linken Hinterbein festgestellt.

#### Trainingsmethoden
Anfang 2012 wurde bekannt, dass Sjef Janssen – der damalige niederländische Nationaltrainer Dressur – zukünftig das Training von Matthias Alexander Rath übernehmen soll. Zunächst sollte er ab sofort die jungen Pferde von Rath trainieren, dies wurde ihm vom niederländischen Verband jedoch untersagt. Erst nach den Olympischen Spielen im Sommer 2012 legte Janssen sein Amt als Nationaltrainer nieder und übernahm das Training von Matthias Alexander Rath.
Zu Janssens Trainingsmethoden zählt auch eine abgeschwächte Version der Rollkur, das so genannte LDR (Low, deep and round), das Raths Vater und Trainer, Klaus-Martin Rath, noch im Jahr 2010 kategorisch abgelehnt hatte. Darauf angesprochen, dass er damals eine Petition zur generellen Abschaffung der Rollkur gefordert hatte, sagte Klaus-Martin Rath Anfang 2012:

„Wir sind gegen alles, was mit dem Tierschutz nicht vereinbar ist. Aber es gibt viele Untersuchungen, die zu dem Schluss gekommen sind: Bis zu einem gewissen Maße ist die Rollkur nicht schädlich. … Und zu dem System von Sjef Janssen gehört im Übrigen weit mehr als diese Methode. … Es gehört im Leben dazu, dass man seine Meinung auch mal revidiert. Wir haben uns mit dem Thema intensiv beschäftigt und uns wohlüberlegt für diesen Weg entschieden. Wenn mit unseren Pferden etwas gemacht werden soll, das nicht unseren Grundsätzen entspricht, werden wir automatisch einschreiten.“

Erstmals öffentlich zu sehen waren die neuen Trainingsmethoden auf dem Abreiteplatz beim Turnier in Hagen a.T.W. im April 2012. Trainer Klaus-Martin Rath sagte hierzu: „Totilas kennt das holländische System, so ist er groß geworden. Low, deep and round und die Deutsche Reitlehre wirken unterschiedlich. Im Ergebnis aber bewirken sie das gleiche.“ Nachdem hier insbesondere Raths Ritte auf dem Abreiteplatz kritisiert worden waren, wurde das Paar nach zweijähriger Pause deutlich positiver bewertet.
Die Tierschutzorganisation PETA stellte im Jahre 2012 Strafanzeige gegen die Halter Linsenhoff und Schockemöhle sowie Reiter Matthias Rath wegen vermeintlicher nicht artgerechter Haltung sowie die Trainingsmethode „Rollkur“.

#### Außenwirkung
In einem Interview vom 5. Juli 2012 wurde der international erfolgreiche Springreiter Ludger Beerbaum über den zu diesem Zeitpunkt drohenden Nichtstart von Rath und Totilas bei den Olympischen Spielen befragt. Auf die Frage, wie er den Hype um Totilas bewerte, äußerte er sich: „Ehrlich gesagt ist das komplette Effekthascherei. Da sollte erst einmal sportliche Leistung kommen, danach kann man über Favoritenrollen sprechen. Aber die sportliche Leistung sehe ich im Moment nicht. Nur weil Totilas teuer war, wird soviel über ihn gesprochen, nicht wegen der Performance von Pferd und Reiter. […] Man hätte die ganze Sache anders angehen müssen. Ich hätte so ein Pferd vielleicht auch gekauft oder kaufen lassen. […] Aber dann hätte ich den Ball flach gehalten und nicht mit irgendwelchen PR-Nummern aufgewartet. […] Ich hätte gewartet, bis ich meine Piaffen und Passagen hinbekomme, und dann hätte ich vielleicht mal über das Drucken von Totilas-Shirts nachgedacht.“

### Weltrangliste
In der Dressur-Weltrangliste der FEI, die auf die Kombination Reiter – Pferd ausgelegt ist, wurde Totilas von Ende 2009 bis zum Juni 2011 mit Edward Gal als Weltranglistenführer gewertet. Ab Juli 2011 wurde Totilas in der Rangliste zusammen mit Matthias Alexander Rath geführt. Zu Jahresbeginn 2012 befanden sie sich auf Rang vier. Nach der langen Wettkampfpause konnten die beiden im August 2014 erneut diesen Rang belegen.

### Karriereende
Am 18. August 2015 gaben seine Eigentümer, die Familie Linsenhoff-Rath, in Abstimmung mit dem Mitbesitzer Paul Schockemöhle bekannt, dass Totilas die Sportkarriere beendet. Totilas hatte nach dem Bronzegewinn bei der Heim-EM in Aachen in der Einzelwertung nicht mehr antreten können; es wurde ein Knochenödem im Kronbein des linken Hinterbeines festgestellt.

### Tod
Totilas erlitt am 14. Dezember 2020 eine Kolik. Trotz einer Notoperation verendete der Hengst. Er wurde 20 Jahre alt.

## Zucht
Neben den sportlichen Erfolgen wurde Totilas zunächst dosiert in der Zucht eingesetzt. Nach dem Verkauf an Schockemöhle sollte Totilas im Winterhalbjahr schwerpunktmäßig in der Zucht eingesetzt werden, die Sommermonate waren für den sportlichen Einsatz des Hengstes bestimmt. Auf Ann Kathrin Linsenhoffs „Schafhof“ in Kronberg im Taunus wurde für die Zucht mit Totilas extra eine komplette Deckstation eingerichtet. Nach dem Tod entbrannte ein Streit über die Verwertungsrechte am Sperma des Hengstes.

## Abstammung

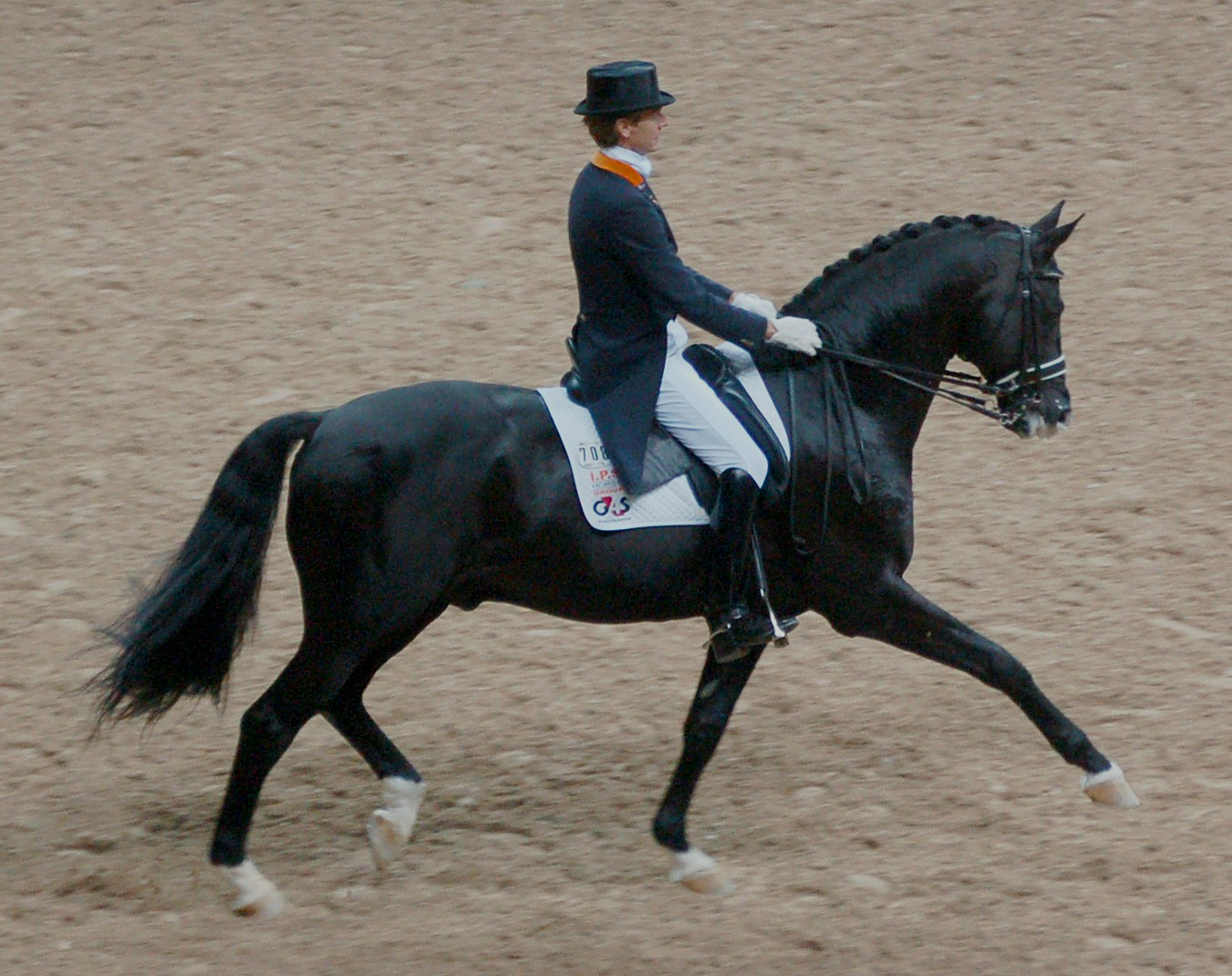
Edward Gal mit Gribaldi (2007)

In der Hengstlinie stammt Totilas von den berühmten Vollblütern Dark Ronald und Herold ab, die ebenso wie der Trakehner-Stempelhengst Tempelhüter auch an anderer Stelle in seinem Pedigree auftauchen.
| I              | II                               | III                    | IV                        |
| -------------- | -------------------------------- | ---------------------- | ------------------------- |
| Totilas (KWPN) | Gribaldi (1993–2010) (Trakehner) | Kostolany (Trakehner)  | Enrico Caruso (Trakehner) |
| Totilas (KWPN) | Gribaldi (1993–2010) (Trakehner) | Kostolany (Trakehner)  | Kapstadt (Trakehner)      |
| Totilas (KWPN) | Gribaldi (1993–2010) (Trakehner) | Gondola II (Trakehner) | Ibikus (Trakehner)        |
| Totilas (KWPN) | Gribaldi (1993–2010) (Trakehner) | Gondola II (Trakehner) | Gloria VI (Trakehner)     |
| Totilas (KWPN) | Lominka (KWPN)                   | Glendale (KWPN)        | Nimmerdor (KWPN)          |
| Totilas (KWPN) | Lominka (KWPN)                   | Glendale (KWPN)        | Silja (KWPN)              |
| Totilas (KWPN) | Lominka (KWPN)                   | Elsa (KWPN)            | Akteur (Groninger)        |
| Totilas (KWPN) | Lominka (KWPN)                   | Elsa (KWPN)            | Wominka (KWPN)            |

## Medienpräsenz
- Dokumentation Totilas – Das Millionengeschäft mit dem Jahrhundertpferd. VOX, gesendet am 29. April 2023.